# فيكتر زوييف
فيكتر زوييف (بالروسية: Зуев, Виктор Валерьевич)‏ (مواليد 22 مايو 1983) هو ملاكم بيلاروسي، مثّل بلاده في الألعاب الأولمبية الصيفية في دورتي 2004 و2008.

## روابط خارجية
فيكتر زوييف على موقع بوكس ريك (الإنجليزية) (registration required)
- فيكتر زوييف على موقع اللجنة الأولمبية الدولية (الإنجليزية)
- فيكتر زوييف على موقع أوليمبيديا (الإنجليزية)